# Archidistoma dublum
Archidistoma dublum is een zakpijpensoort uit de familie van de Polycitoridae. De wetenschappelijke naam van de soort is voor het eerst geldig gepubliceerd in 1997 door Claude Monniot.